# Арктида
Арктида (англ. Arctica; рос. Арктида) — палеоконтинент, що існував в архейському-протерозойському еонах (3-0,7 млрд років тому). Залишки палеоконтиненту складають сучасний арктичний регіон: архіпелаги Земля Франца-Йосифа, Шпіцберген, Північна Земля, Новосибірські острови, частина Канадського Арктичного, шельф Карського моря, Східносибірського і Чукотського морів, північне узбережжя півостровів Таймир, Чукотки, північ Аляски.
Частини земної кори, що утворювали Арктиду, збирались в палеоконтиненти двічі. Перша Арктида стала частиною іншого палеоконтиненту — Родинія. Арктида-II — це частина мезозойського палеоконтиненту Пангея.